# Clobazam

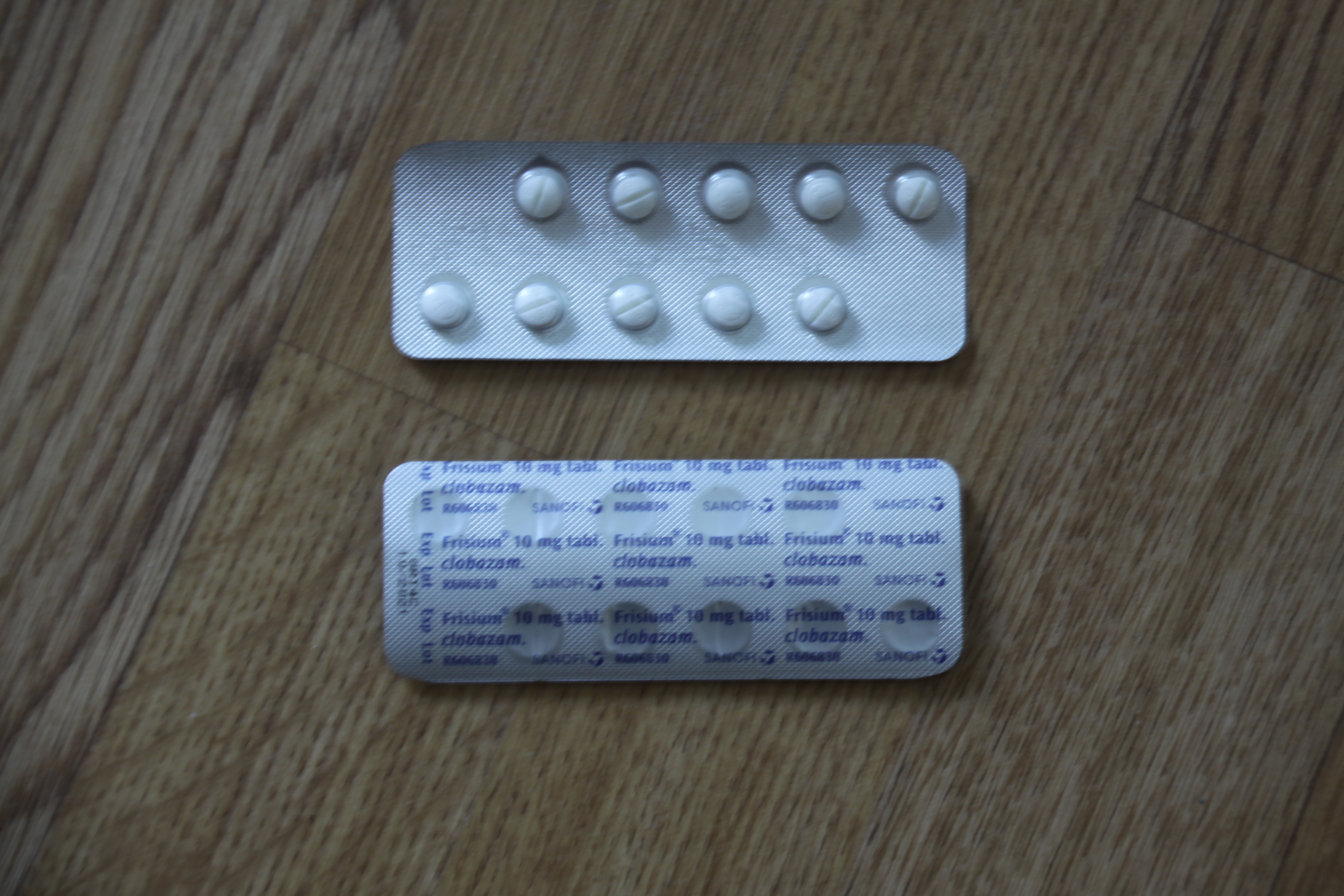
Frisium^{®}, tabletten in strips

Clobazam, voorheen voornamelijk bekend onder de merknamen Frisium®, Frisum, Urbanol, Tapclob en Onfi, is een benzodiazepinederivaat dat voornamelijk als anti-epilepticum wordt gebruikt. Clobazam is een benzodiazepine met minder bijwerkingen en een minder snelle gewenning dan bijvoorbeeld clonazepam. Het wordt meestal in combinatie met andere middelen gebruikt. Bij plaatsgebonden (synoniem: partiële of focale) epilepsie kan het een gunstig effect hebben.

## Werking
Clobazam vermindert prikkels in de hersenen die epileptische aanvallen kunnen oproepen, vermindert angst en spanning en bevordert de slaap. Als andere anti-epileptica, zoals valproïnezuur, carbamazepine of fenytoïne (welke bij aanvallen van epilepsie in 70% van de gevallen werken) niet voldoende (meer) werken kan clobazam worden ingezet om de patiënt te stabiliseren.

## Geschiedenis
Clobazam werd ontdekt in Milaan, in de labaratoria van Meastretti Research. In 1969 werd er voor het eerst over gepubliceerd. Later kwam het patent bij Roussel Uclaf te liggen, later Sanofi.

## Doseringen
Clobazam is in zowel 10 mg als 20 mg verkrijgbaar.
Het is (bij uitzondering) ook mogelijk om clobazam te roken en om het, nasaal (via de neus), intramusculair, intraveneus (vaak door een arts of verpleegkundige bij acute nood) of rectaal te gebruiken. Ouderen hebben soms een lagere dosis nodig of krijgen een lagere dosis voorgeschreven vanwege een verminderde lever- en/of nierfunctie.
In Nederland wordt het alleen in bepaalde gevallen vergoed.

## Contra-indicaties / voorzichtigheid geboden bij
Clobazam moet zeer terughoudend worden gebruikt bij patiënten met:
- Apneu
- Myasthenia gravis
- Leverziekten en aanverwante aandoeningen, zoals levercirrose en hepatitis (leverontsteking)
  - Bij ouderen, zwangeren en mensen met een verminderde nier- en leverfunctie, is voorzichtigheid geboden en dient een lagere dosering te worden gebruikt.
  - Ook bij medicatie die op het centraal zenuwstelsel werkt (zoals zware pijnstillers en (andere) benzodiazepinen) dient men voorzichtig te zijn, of kan de arts kiezen een lagere dosis clobazam voor te schrijven.

## Indicaties en doseringen

### Epilepsie
- Start: 0,25 mg/kg/dag in 1-2 doses
- Onderhoud: Iedere 5 dagen verhogen tot een onderhoudsdosering van 0,5-1 mg/kg/dag in 1-2 doses, max. 40 mg p.dag (tot 16 jaar)
  - 16-18 jaar en ouder:
- Start: 0,5 mg/kg/dag in 1-2 doses
- Onderhoud: Iedere 5 dagen verhogen tot een onderhoudsdosering van 0,5-1 mg/kg/dag in 1-2 doses, max: 80 mg p.dag[6]
- Doseringen t/m 25 mg kunnen om sufheid te voorkomen eventueel in de avond in 1x gegeven worden.

### Kortdurende behandeling acute slapeloosheid
- Oraal:
  - 2-15 jaar: 5-15 mg p.dag (mg/kg/dag) in 1-2 doses (max. 40 mg p.dag)[6]
  - 15-18 jaar en ouder: 20-30 mg p.dag (mg/kg/dag) in 1-2 doses (max. 60-80 mg p.dag)[6]

### Koortsconvulsies (koortsstuipen) bij kinderen
Bij kinderen van 6 maanden tot 6 jaar kan clobazam ingezet worden met een maximum van 40 mg p.dag (de arts bepaalt de dosering op basis van de gegevens van de patiënt). Dit wordt alleen gedaan als de arts dit als de beste behandeling ziet. Dit is off-label gebruik.

## Staken van de behandeling
Men dient de dosis langzaam af te bouwen om nieuwe convulsies te voorkomen en om ontwenningsverschijnselen te voorkomen. Clobazam is een benzodiazepine en dient daarom langzaam tot zeer langzaam te worden afgebouwd.
Veel voorkomende ontwenningsverschijnselen (vooral na langdurig gebruik) zijn angst en spanning, hartkloppingen, slapeloosheid, angst, prikkelbaarheid, gejaagdheid, spierpijn, trillingen of trillerigheid en (hevig) transpireren. In ernstige gevallen kan overgevoeligheid voor licht, geluid en aanraking voorkomen. Ook hallucinaties, epileptische insulten, verlies van werkelijkheidszin en wanen. Soms komen vermoeidheid en symptomen als hoofdpijn en diarree voor. Ook kunnen symptomen die men al (tijdens het gebruik van clobazam) had verergeren tijdens de ontwenningsperiode, vooral bij acuut stoppen, maar ook bij afbouwen.
Artsen, specialisten in ziekenhuizen of apothekers raden vaak een afbouw van zes weken aan, soms drie maanden of er wordt 1/8 van de oorspronkelijke dosis per 2 weken afgehaald, waarbij men na 14 weken op 0 uitkomt. Bij sommige mensen is dit niet lang genoeg en dient het langzamer te worden afgebouwd.

## Overdosis
Een overdosis clobazam kan leiden tot een depressie van het centraal zenuwstelsel, slaperigheid, verwardheid, ataxie, hoge bloeddruk en in zeldzame gevallen coma of de dood. Het risico op overlijden wordt verhoogd door het gebruik van alcohol en/of andere benzodiazepinen of zware pijnstillers.

## Bijwerkingen
Veel voorkomende bijwerkingen zijn vermoeidheid en sufheid. Minder voorkomende bijwerkingen zijn vooral: psychische klachten, meer of minder eetlust, constipatie, hoofdpijn, droge ogen en in zeldzamere gevallen: sneller vallen (vooral bij ouderen), afvlakking van gevoelens (deze bijwerking komt bij clobazam wat minder voor dan bij andere benzodiazepinen als diazepam, oxazepam en dergelijke), huiduitslag en afhankelijkheid (verslaving). Euforie kan voorkomen, vooral bij hoge doseringen of in combinatie met opioïde pijnstillers als tramadol, of het sterkere methadon, morfine en oxycodon.